# Phyllachora leptotaeniae
Phyllachora leptotaeniae är en svampart som beskrevs av Ellis & Everh. ex Cash 1953. Phyllachora leptotaeniae ingår i släktet Phyllachora och familjen Phyllachoraceae.   Inga underarter finns listade i Catalogue of Life.